# 제23회 부천국제애니메이션페스티벌
제23회 부천국제애니메이션페스티벌은 2021년 10월 22일에 열린 시상식이다.

## 수상 및 후보

### 본상-대상 (장편)
- 남매의 경계선 - 플로랑스 미알레 수상

### 본상-대상 (단편)
- 베스티아 - 위고 코바루비아스 수상

### 본상-심사위원상 (장편)
- 마이 써니 마드 - 미카엘라 파브라토바 수상

### 본상-심사위원상 (단편)
- 스테이크하우스 - 스펠라 카데즈 수상

### 본상-심사위원상 (학생)
- 물 속의 소녀 - 황스로우 수상

### 본상-심사위원상 (TV&커미션드)
- 바닐과 머리카락 도둑 - 기욤 로랭 수상

### 본상-심사위원상 (국제VR)
- 가정의 교수형 - 미쉘 크라노트 외 1명 수상

### 본상-심사위원상 (한국단편)
- 나무 - 에릭오 수상

### 본상-심사위원 특별업급 (학생)
- 아마이 - 서바르나 디 수상

### 본상-우수상 (장편)
- 견왕 - 유아사 마사아키 수상
- 아시펠 - 펠릭스 뒤포 라페리에르 수상

### 본상-우수상 (단편)
- 사랑해, 아빠 - 디아나 캠 반 응우옌 수상
- 불안 - 요리코 미즈시리 수상
- 건전지 아빠 - 전승배 수상

### 본상-우수상 (한국 단편)
- 건전지 아빠 - 전승배 수상

### 본상-관객상 (장편)
- 남매의 경계선 - 플로랑스 미알레 수상

### 본상-관객상 (단편)
- 껍질 - 사무엘 패트히 외 1명 수상

### 특별상- 한국애니메이션학회장상
- 항구의 니쿠코 - 와타나베 아유무 수상

### 특별상-코코믹스 음악상
- 마이 써니 마드 - 미카엘라 파브라토바 수상

### 특별상-EBS
- 러브 플랜 - 클레어 시셰 수상

### 특별상-한국영화아카데미상
- 보이지 않는 눈 - 정승희 수상

### 특별상-서원대학교 총장상
- 남매의 경계선 - 플로랑스 미알레 수상

### 애니비 초이스 (단편)
- 껍질 - 사무엘 패트히 수상

### 장편경쟁부문
- 남매의 경계선 - 플로랑스 미알레
- 견왕 - 유아사 마사아키
- 아시펠 - 펠릭스 뒤포 라페리에르
- 쓰레기 도시의 리프 - 역지언
- 마이 써니 마드 - 미카엘라 파브라토바
- 조셉: 포로 수용소 - 오렐
- 체크 히어로 2 - 앤더슨 마테센 외 1명
- 극장판 DEEMO: 너의 연주는 마음을 수놓아 - 후지사키 쥰이치 외 1명
- 항구의 니쿠코javascript:addNominate(); - 와타나베 아유무

### 단편경쟁부문
- 리매치 - 블라디미르 레스키오프
- 껍질 - 사무엘 패트히 외 1명
- 다윈 노트북 - 조지 슈비츠게벨
- 염색체 X - 루시아 불게로니
- 열차는 기억 위로 - 주니엘 킴 외 1명
- 비온날 - 이그나시오 릴리니
- 사랑해, 아빠 - 디아나 캠 반 응우옌
- 나무 - 에릭오
- 내가 슬플 때에 - 릴릿 알투냥
- 예술에 관하여 - 요안나 퀸
- 러브 플랜 - 클레어 시셰
- 다카노 교차로 - 미즈키 이토
- 집에서, 달 - 토마시 포파쿨
- 뚱뚱한 엉덩이 - 예리자베타 피스막
- 아빠, 나 좀 봐줘 - 알리시 텔렌구트
- 건전지 아빠 - 전승배
- 가정의 교수형 - 미쉘 크라노트 외 1명
- 3, 3, 3 - 폴리나 지올콥스카
- Kaiju Decode - S/N
- 불안 - 요리코 미즈시리
- 올리버 - 마갈리 로샤 외 1명
- 보이나요? - 브루노 라줌
- 트로나 피나클스 - 마틸드 파케
- 바다 위의 별 - 장승욱
- 검은 태양 - 마리 라리베
- 아빠가 사라졌다 - 뻬레 기나르
- 이스터 에그 - 니콜라 케펜
- 비스트 - 나탈리아 둘체비츠
- 경칩 - 스테파니 랑사크
- 부재 - 마크 헤리셔
- 베스티아 - 위고 코바루비아스
- 보이지 않는 눈 - 정승희
- 빨간 구두 - 안나 포드칼스카
- 나이트 워치 - 줄리앙 르나르
- 가슴 요정 - 레안 비비에-샤파
- 스테이크하우스 - 스펠라 카데즈
- 메탈로 - 칼뱅 앙트완 블랑딘
- 피트 씨와 기관차 - 킬리안 빌림
- 아이즈앤혼즈 - 임채린

### 학생경쟁부문
- 블루 캐슬 - 카와하라 세츠카
- 시스터 - 안드레아 셀레소바
- 물 속의 소녀 - 황스로우
- 영원함이란 - 밋치 맥글로클린
- 거위를 지켜라! - 유리 비사히
- 아마이 - 서바르나 디
- 집에서 나온 새 - 에바 스믹
- 패턴 - 테오 구요
- 그저 달콤한 - 조아나 피셔 외 1명
- 뱃속 수다쟁이들 - 케이트 렌쇼-루이스
- 안개 - 황지유
- 암호 * * * * * - 아델 세게디
- 작은걸! - 샤를린 쉬
- 쇼핑몰 - 알리네 쇼흐
- 아는 대로 - 리우 첸이

### TV&커미션드경쟁부문
- 엄마는 쏟아지는 비처럼 - 위고 드 포콩프레
- 화끈하게 퇴사하는 법 - 안나 만차리스
- 래빗홀 - 허로
- 바닐과 머리카락 도둑 - 기욤 로랭
- Kaleidoo - 주잔나 크레이프 외 2명
- 리틀 투 머치 - 마티나 스카펠리
- 요람 - 폴 무레산
- 티시 태시 - 신창환
- JNKYRD 'Varsity (feat. Ohhyuk)' MV - 이규리

### 한국경쟁부문
- 나무 - 에릭오
- 건전지 아빠 - 전승배
- 아이즈앤혼즈 - 임채린
- Troy - LEE Haeinn 외 2명
- 1021 - 노영미
- 창가로 나온 사람들 - 강유민
- 나는 츄러스 절대 먹기싫어!! - 허정인
- 블라인드니스 - 박유선
- 츄잉 - 박예나
- 바다 위의 별 - 장승욱
- 보이지 않는 눈 - 정승희
- 플로팅 메모리즈 - 옥세영
- Web - CHO Aran 외 2명
- 피넛팩토리 - 김성민
- 레드 테이블 - 김학현
- Silent Letter - LEE Jaea 외 2명
- 지혜로운 방구석 생활 - 이윤지 외 1명
- 사막의 방주 - 김아름
- 우리 집 - 황유채
- 삐로삐로 - 백미영

### VR경쟁부문
- 가정의 교수형 - 미쉘 크라노트 외 1명
- 혼란 - 벨코 포포비치 외 1명
- 씨네 메트로 - 에두아르도 칼베
- 동그란 유토피아 - 이오아나 미쉬에
- 플레미쉬 펍 - 요렌 반덴브루크
- Kaiju Decode -first contact- - S/N
- 난과 벌 - 프랜시스 어데어 맥켄지
- 에이젼스 - 피에트로 갈리아노
- 헤이즈 - 파키토 디스코
- 달의 이행 - 김민경 외 1명
- 바로 여기 - 메이트리 라오

### 스페셜 스크리닝
- 극장판 귀멸의 칼날: 무한열차편 - 소토자키 하루오

### BIAF 클래식
- 콘 사토시: 꿈속의 마법사 - 파스칼-알렉스 뱅상
- 천년여우 - 곤 사토시
- 안노 히데아키: 안녕! 모든 에반게리온 - 쿠보타 아키

### 특별전
- 제불찰씨 이야기 - 이혜영 외 2명
- 로망은 없다 - 박재옥 외 2명
- The House - PARK Miseon 외 4명
- 은실이 - 김선아 외 1명
- 솔로탈출귀 - 전용석
- 클라이밍 - 김혜미
- 선량한 인간들의 도시 - 허범욱
- 지금, 여기에 - 탁도연
- 그림자 괴물 - 박혜미
- 슬로우 워커 - 박민
- 그놈의 피 - 조용익
- 남자의 자리 - 조종덕
- 균열 - 안용해
- 고치 - 여은아
- 무저갱 - 김지현
- 홈 - 김보솔
- 베르세르크 황금 시대 편 I 패왕의 알 - 쿠보오카 토시유키
- 베르세르크 황금 시대 편 II 도루도레이 공략 - 쿠보오카 토시유키
- 극장판 베르세르크: 황금 시대편Ⅲ - 강림 - 쿠보오카 토시유키
- 리즈와 파랑새 - 야마다 나오코
- 목소리의 형태 - 야마다 나오코
- 극장판 바이올렛 에버가든 - 이시다테 타이치
- 케이온 더 무비 - 야마다 나오코
- 극장판 프리! - 테이크 유어 마크 - - 카와나미 에이사쿠